# Montparnasse
Montparnasse -– południowo-zachodnia dzielnica (quartier) Paryża, położona głównie na terenie XIV dzielnicy tego miasta. Rejon ten rozpoczyna się od granic ogrodu Luksemburskiego i rozciąga się w kierunku południowo-zachodnim, aż do granic administracyjnych ścisłego Paryża.
W latach 30. XX w. przeniosła się do tej dzielnicy „bohema artystyczna”, wcześniej okupująca Montmartre, która następnie opuściła ją na początku lat 50. przenosząc się głównie do dzielnicy Le Marais, ze względu na rozbudowę centrum biznesu (Wieża Montparnasse) i wzrost kosztów utrzymania.
W latach 70. XX w. dzielnica ta podupadła, gdyż wielki biznes przeniósł się do dzielnicy La Défense. W latach 90. XX w. podjęto jednak starania nad odzyskaniem starego charakteru tej dzielnicy, co się częściowo udało.
Aktualnie Montparnasse, z wyjątkiem okolic Wieży Montparnasse, ma charakter spokojnej, średnio zamożnej dzielnicy mieszkaniowej, oddalonej od zgiełku ścisłego śródmieścia. Stała się ponownie popularna wśród artystów – ale są to obecnie głównie ludzie związani ze sztuką filmową (np: Catherine Deneuve, Roman Polański i wielu innych).
W samym centrum dzielnicy znajduje się Wieża Montparnasse, która jest wysokim, na wpół opuszczonym wieżowcem biurowym, z którego rozciąga się jednak jedna z najładniejszych panoram miasta. Niedaleko od Wieży znajduje się największy w Paryżu węzeł komunikacyjny Gare du Montparnasse, łączący stację metra, RER i SNCF, a także cmentarz Montparnasse, miejsce pochówku wielu wybitnych Francuzów. Wokół Wieży znajduje się rodzaj centrum rozrywkowego Paryża, z licznymi restauracjami, kawiarniami, teatrami i kinami, który stanowi tańszą alternatywę dla centrum rozrywkowego znajdującego wzdłuż bulwaru Clichy, po drugiej stronie miasta.

## Galeria zdjęć

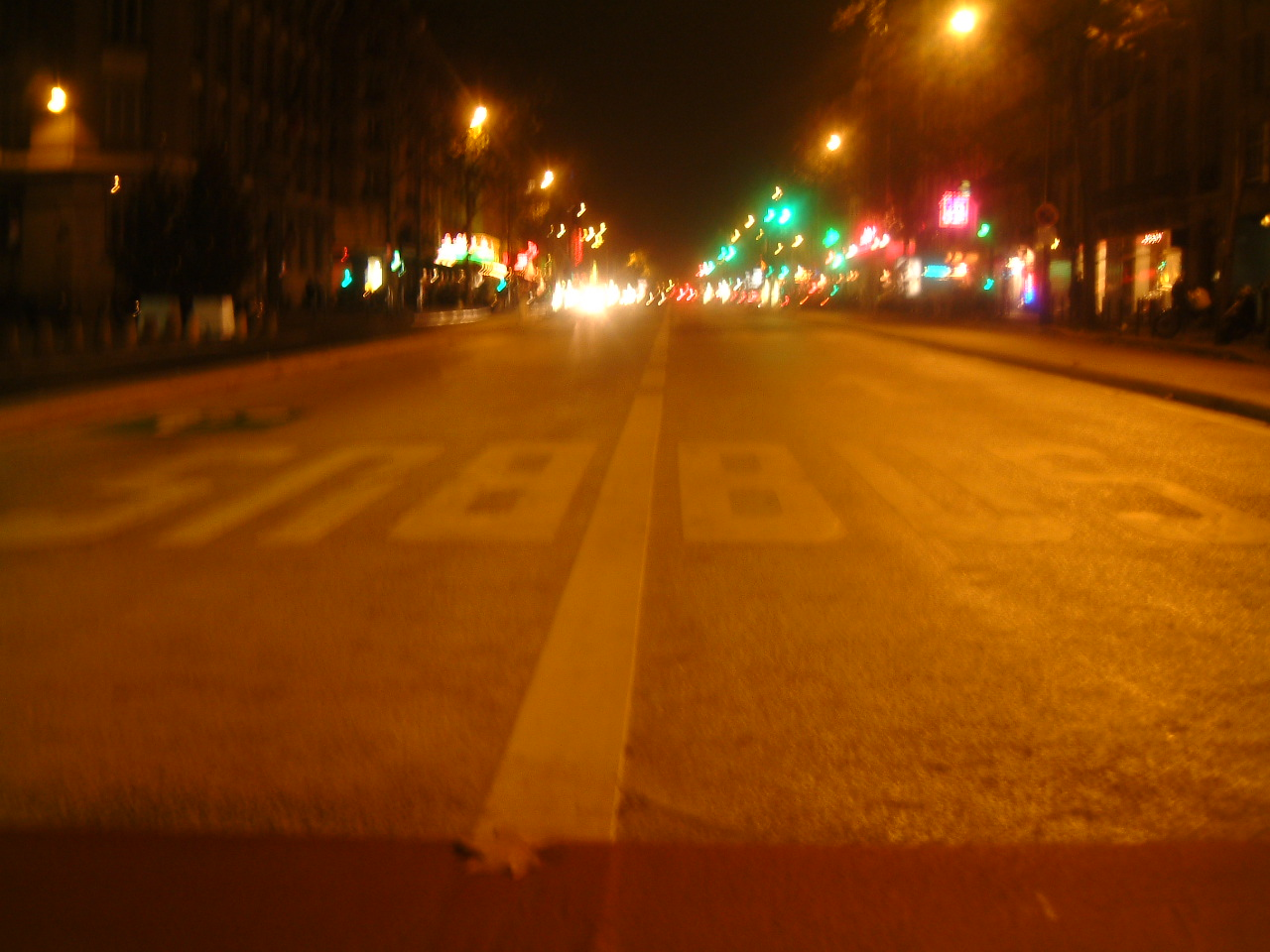
Boulevard Montparnasse
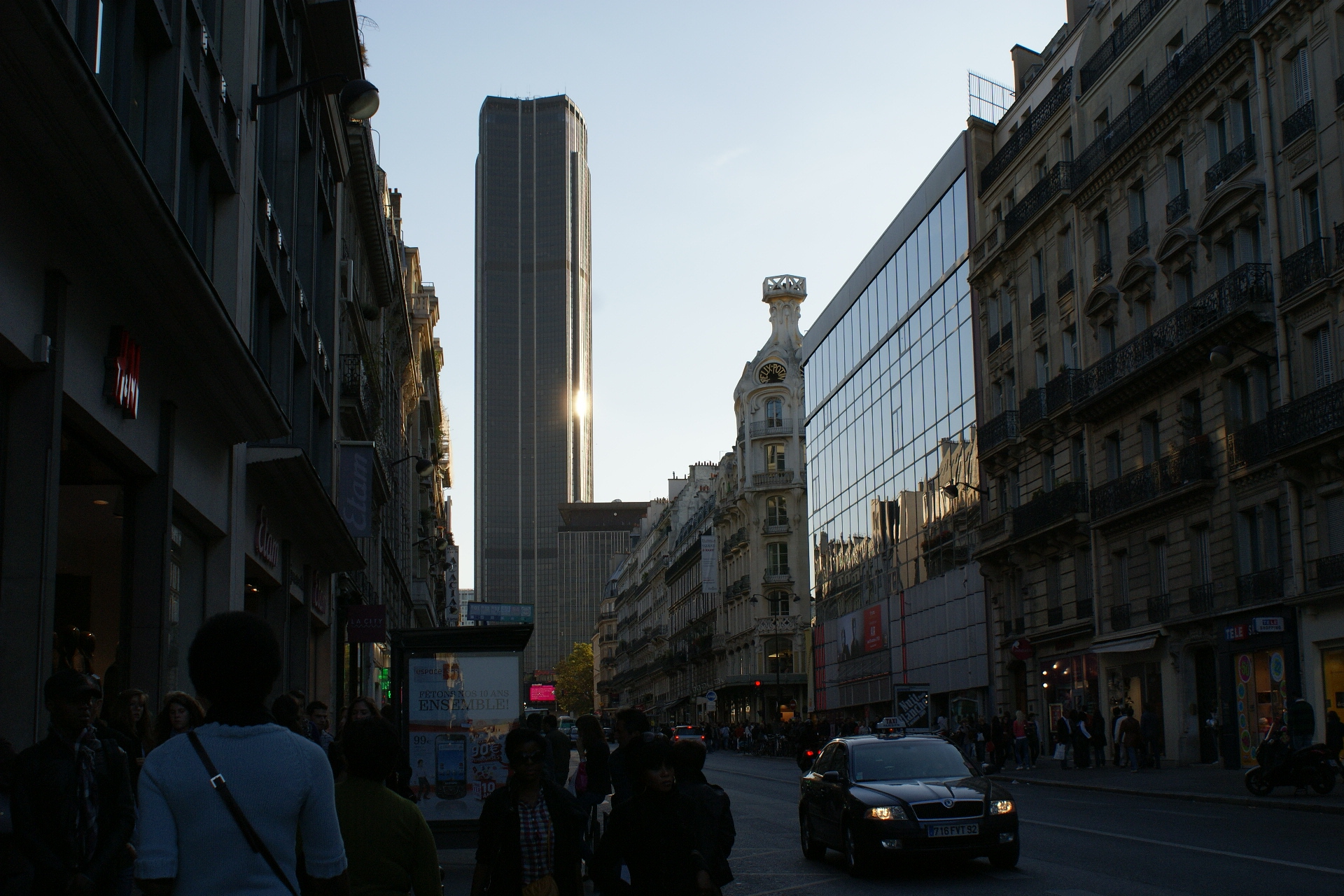
Rue de Rennes, w tle Wieża Montparnasse
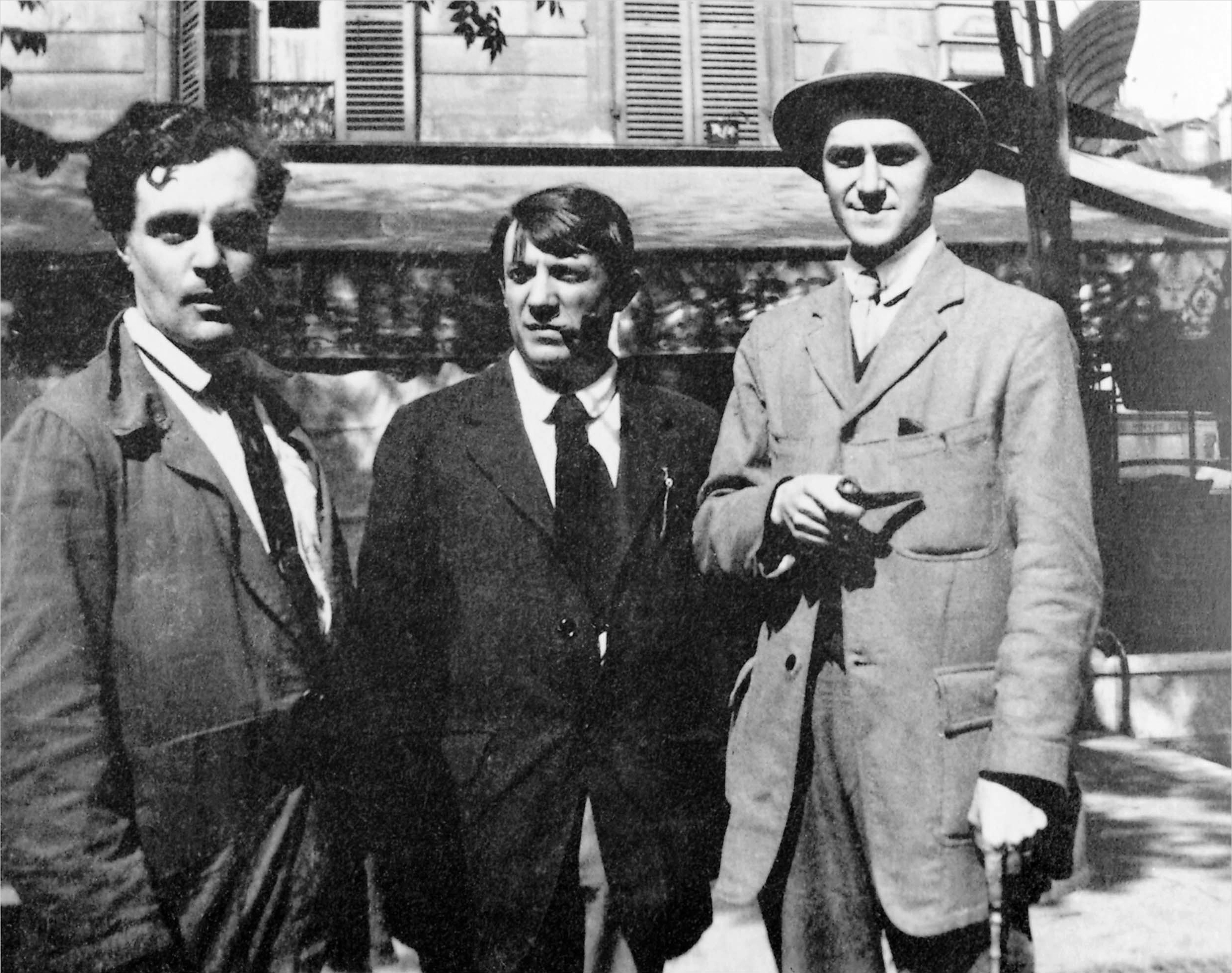
Modigliani, Picasso i Salmon, przed kawiarnią La Rotonde, zdjęcie Jeana Cocteau z 1916 roku
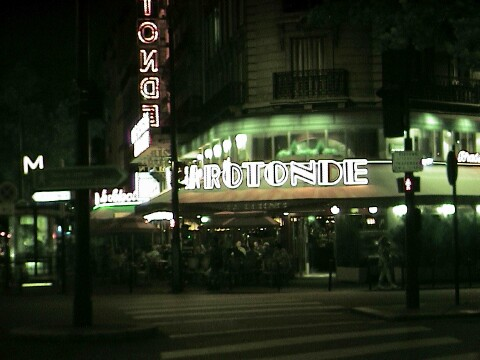
Kawiarnia La Rotonde w 2002 roku
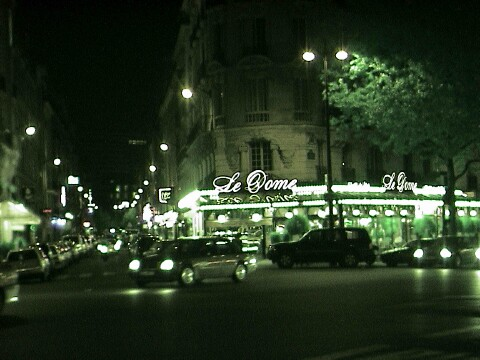
Café du Dôme w 2002 roku